# Albert-Ernest Carrier-Belleuse
Albert-Ernest Carrier-Belleuse (Anizy-le-Château, Picardía, 12 de junio de 1824 – Sèvres, Altos del Sena, 4 de junio de 1887) fue un escultor y pintor francés, autor de varias obras realizadas en terracota y también de monumentos, como el Monumento a Bernardo O'Higgins en la Plaza de la Ciudadanía en Santiago de Chile o la figura del general Manuel Belgrano en el Monumento ecuestre a Manuel Belgrano, situado en la Plaza de Mayo, y del Monumento funerario del General José de San Martín, en la ciudad de Buenos Aires, Argentina. El ideal de dulzura y belleza académica son rasgos importantes en las obras de este artista.

## Biografía

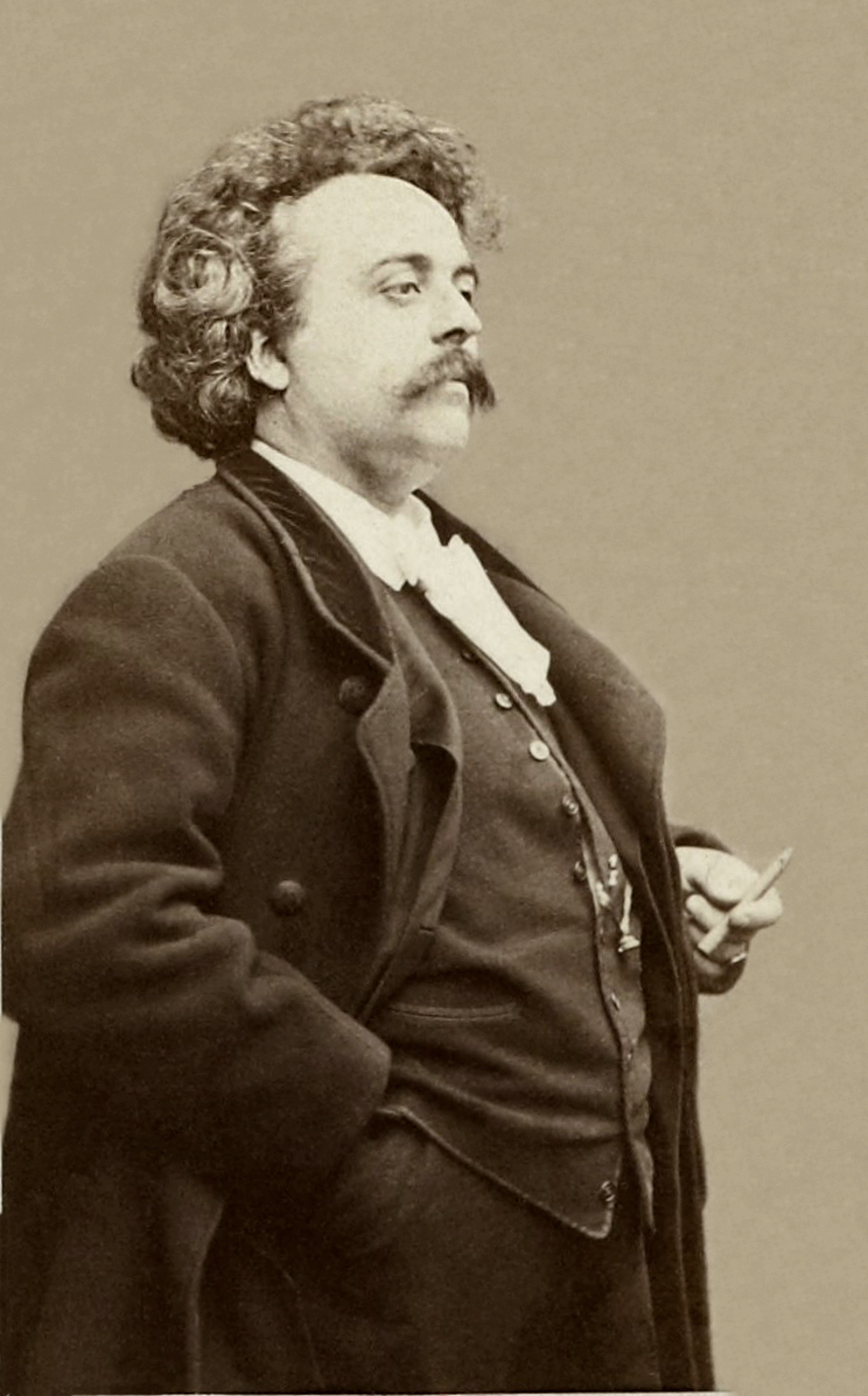
Carrier-Belleuse, 1864

En 1840 ingresó en la Escuela de Bellas Artes de París. Allí fue alumno del escultor David d'Angers, aunque por muy poco tiempo. Desde 1850 hasta 1855 residió en Londres, diseñando para Minton China Works. Al regresar a su país expuso su primera obra de importancia en el Salón Nacional (1859). 

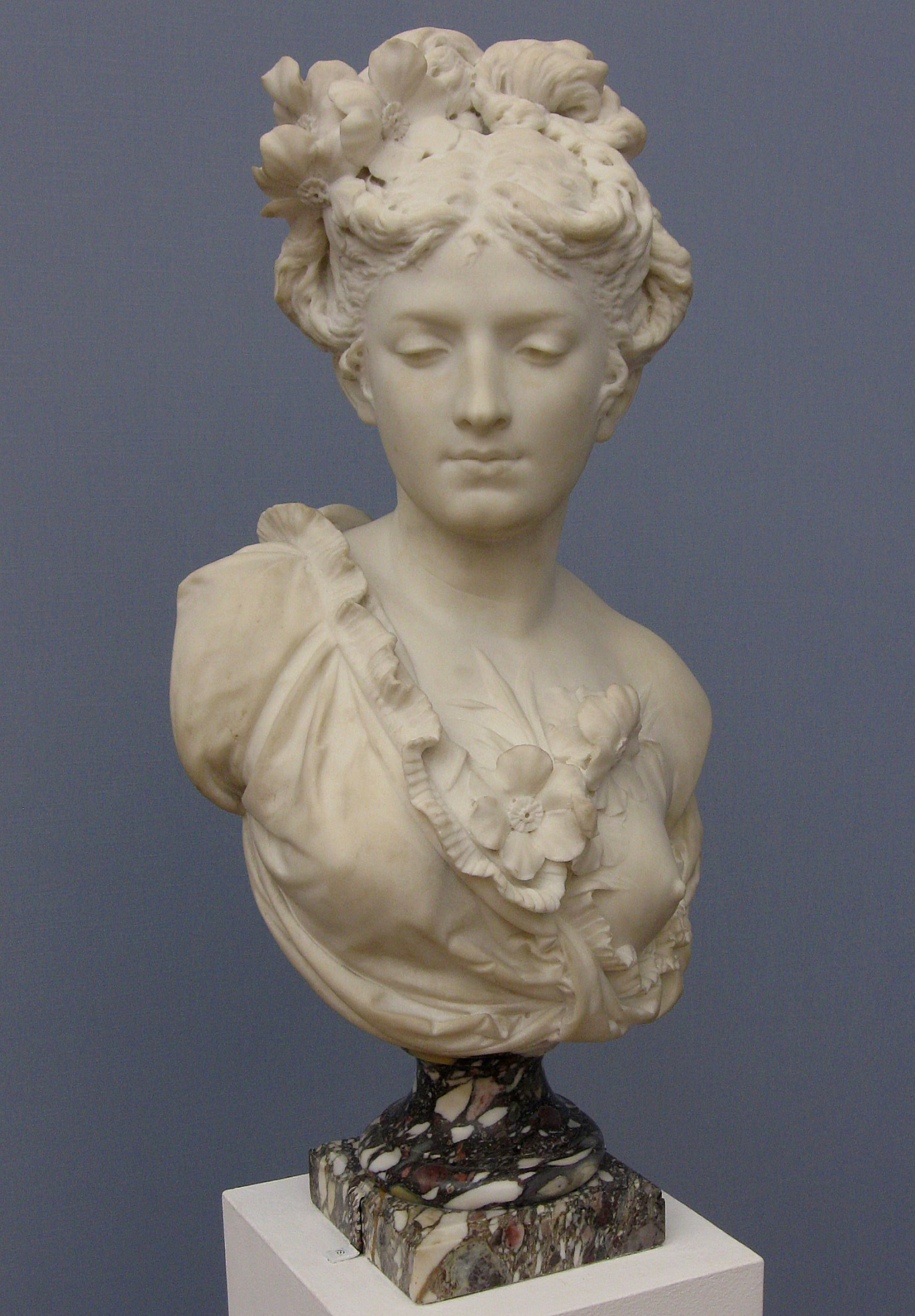
Flora (1870/1880).

Rodin trabajó como marmolista en su taller entre 1864 y 1870. En este último año ambos viajaron a Bruselas, durante la guerra franco-prusiana, dónde Albert-Ernest fue comisionado para la producción de escultura ornamental. En sus obras se inspiró en algunos artistas del siglo XVIII, como Jean-Antonie Houdon y Clodion.
A partir 1857 expuso grandes esculturas en el Salón de París, que le proveyeron de medallas y clientes.
En 1859, gracias a una exhibición anual, se hizo famoso, obteniendo así el patrocinio de Napoleón III. Éste le encomendó un proyecto de reconstrucción arquitectónica de París, realizando para ello monumentales esculturas en bronce.
En 1876 fue nombrado director de arte de la Manufacture nationale de Sèvres, dónde incorporó varios modelos propios.
Carrier-Belleuse sintió gran admiración por los escultores del Barroco tardío francés. Influyeron en su obra Jean-Baptiste Pigalle, Agustín Pajou, Jean-Antoine Houdon y Claude Michel, conocido como Clodion, cuyas obras tenían algunas características clásicas con la singularidad de las esculturas francesas del siglo XVIII.
Fue inconfundible el sello que dejó en sus esculturas de mujeres, imprimió un sello particular con los elaborados motivos en el peinado y ornamentos en el pecho, particularidad de la seducción del Roccocó. En su obra se puede observar el ideal de belleza académica. El escultor hace un reconocimiento de la mujer con un naturalismo en donde puede plasmar la femineidad de las modelos. 
Fue padre y maestro de Louis-Robert Carrier-Belleuse (1848-1913) quien siguió sus pasos y realizó muchas obras en terracota, por lo que sus bustos y retratos contribuyeron al resurgimiento del estilo francés del siglo XVIII.

## Obras

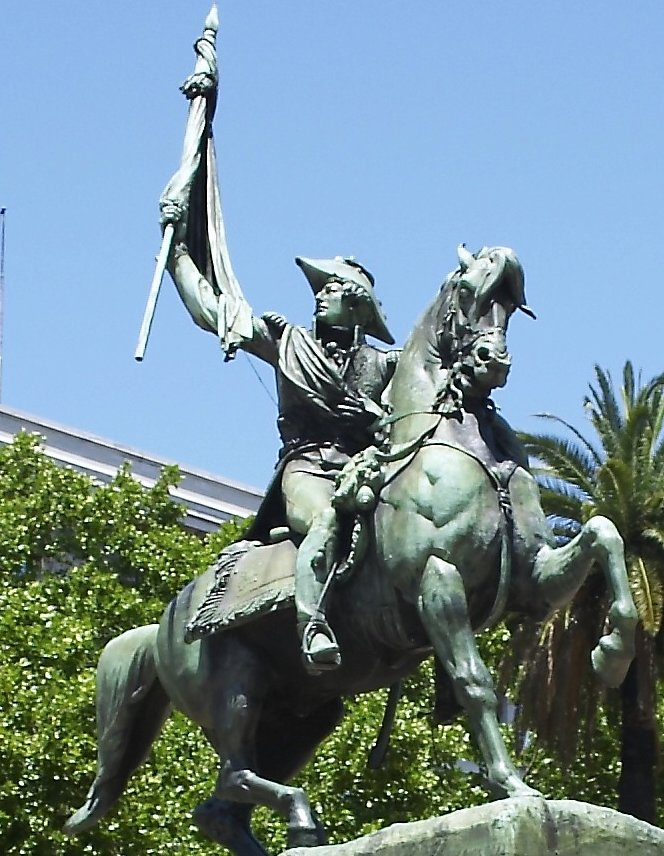
Monumento ecuestre al General Manuel Belgrano.

Realizó muchas obras en terracota, y sus bustos y retratos contribuyeron al resurgimiento del rococó.
- Pintó muchos retratos y paisajes en la Côte d'Opale, mar del norte, frente a las fronteras de Inglaterra, principalmente en el pueblo de Audresselles.
- El Secuestro de Hipodamía (1871) por los centauros, que representa la escena de la mitología griega del secuestro de Hipodamia el día de su boda.
- La noche alegórica: Figura de terracota, es la noche griega, madre cosmogónica del sueño, así como de la muerte. La madre sostiene con su brazo derecho a uno de sus hijos (El día), y el otro lo extiende hacia el manto de estrellas sobre la tierra.
- Monumento ecuestre al General Manuel Belgrano. En 1870, en Buenos Aires, se nombró una comisión integrada por el general Bartolomé Mitre, el General Enrique Martínez y Manuel José Guerrico, encargada de erigir un monumento al General Belgrano en la Plaza 25 de Mayo (hoy Plaza de Mayo). Esta comisión encomendó a Albert Carriere la ejecución de la estatua del prócer, quien a su vez confió a Manuel de Santa Coloma la realización del caballo en bronce.
- Monumento funerario del General José de San Martín en la Catedral Metropolitana de Buenos Aires.
- Monumento a Bernardo O'Higgins en Santiago, Chile.
- Monumento al dolor de la ciudad de Santiago en conmemoración del incendio de la Iglesia de la Compañía, originalmente emplazado en el lugar en que estaba la iglesia siniestrada en 1863, ubicado en la actualidad en la entrada del Cementerio General.

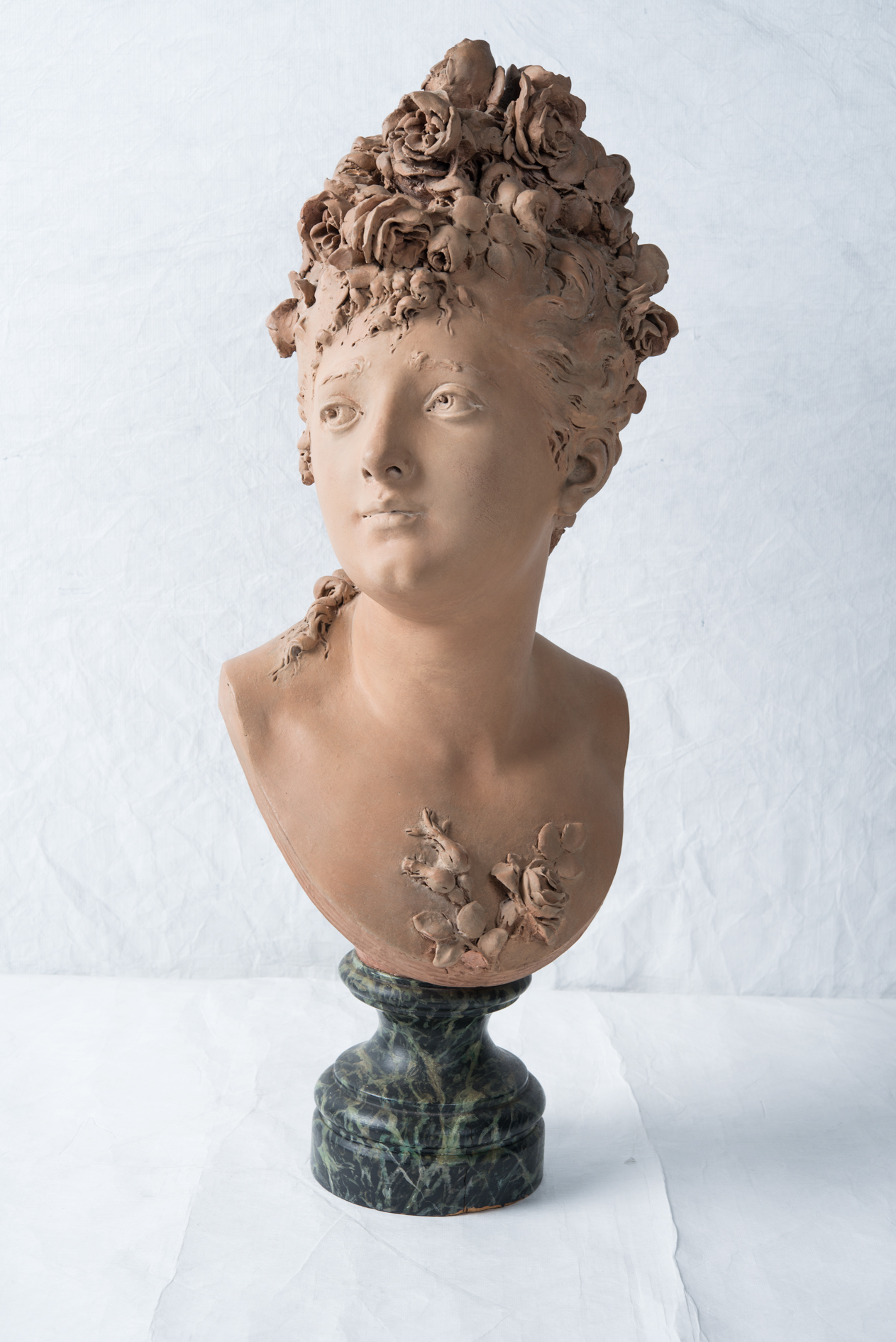
Busto de una dama (1860-1887), Museo Soumaya

- Busto de una dama (1860-1887)Busto de una dama (1860-1887), Museo Soumaya